# Campionato Sudamericano 1987 (hockey su pista)
Il campionato sudamericano di hockey su pista 1987 è stata la 16ª edizione del torneo di hockey su pista per squadre nazionali maschili sudamericane. Il torneo si è svolto in Brasile a Sertãozinho dal 4 al 5 luglio 1987.
A vincere il torneo fu l'Argentina per la decima volta nella sua storia precedendo in classifica il Brasile.

## Formula
Il campionato Sudamericano 1987 fu disputato da tre selezioni nazionali tramite la formula del girone all'italiana con gare di andata e ritorno. Vennero attribuiti due punti per l'incontro vinto, uno per l'incontro pareggiato e zero in caso di sconfitta. La prima squadra classificata venne proclamata campione.

## Squadre partecipanti
| Pr. | Squadra   | Partecipazioni precedenti al torneo                                                      |
| --- | --------- | ---------------------------------------------------------------------------------------- |
| 1   | Argentina | 1956, 1959, 1963, 1966, 1967, 1969, 1971, 1973, 1975, 1977, 1979, 1981, 1984, 1985       |
| 2   | Brasile   | 1954, 1956, 1959, 1966, 1967, 1969, 1971, 1973, 1975, 1977, 1979, 1981, 1984, 1985       |
| 3   | Cile      | 1954, 1956, 1959, 1963, 1966, 1967, 1969, 1971, 1973, 1975, 1977, 1979, 1981, 1984, 1985 |

Nota bene: nella sezione "partecipazioni precedenti al torneo" le date in grassetto indicano la squadra che ha vinto quell'edizione del torneo

## Svolgimento del torneo

### Classifica finale
| Pos. | Squadra   | Pt | G | V | N | P | GF | GS | DR |
| ---- | --------- | -- | - | - | - | - | -- | -- | -- |
| 1.   | Argentina | 5  | 4 | 2 | 1 | 1 | 19 | 12 | +7 |
| 2.   | Brasile   | 5  | 4 | 2 | 1 | 1 | 15 | 17 | -2 |
| 3.   | Cile      | 2  | 4 | 1 | 0 | 3 | 12 | 17 | -5 |

### Risultati
| Sertãozinho 4 luglio 1984 | Brasile | 4 – 3 | Cile |  |

| Sertãozinho 4 luglio 1984 | Argentina | 4 – 3 | Cile |  |

| Sertãozinho 4 luglio 1984 | Argentina | 9 – 2 | Brasile |  |

| Sertãozinho 5 luglio 1984 | Brasile | 9 – 2 | Cile |  |

| Sertãozinho 5 luglio 1984 | Argentina | 3 – 4 | Cile |  |

| Sertãozinho 5 luglio 1984 | Argentina | 3 – 3 | Brasile |  |